# SMS G 172
G 172 – niemiecki niszczyciel z okresu I wojny światowej. Zatonął na minie na Morzu Północnym 7 lipca 1918 roku .